# Maciej Rychta
Maciej Rychta (ur. 25 lutego 1951 w Nowym Sączu) – polski kajakarz górski, trener, olimpijczyk z Monachium 1972.
Podczas kariery sportowej reprezentował klub Dunajec Nowy Sącz. W latach 1970–1978 czterokrotny mistrz Polski w konkurencjach: C-2 × 3 zjazd i C-2 × 3 slalom.
Uczestnik mistrzostw świata w kajakarstwie górskim w :
- roku 1971 podczas których zajął 5. miejsce w konkurencji C-2 × 3 slalom,
- roku 1975 i roku 1977, podczas których zdobył brązowe medale w konkurencji C-2 × 3 slalom (partnerem w osadzie był Zbigniew Leśniak, a drużynę tworzyli jeszcze: Jerzy Jeż, Wojciech Kudlik, Jan Frączek, Ryszard Seruga).

Na igrzyskach olimpijskich wystartował w konkurencji C-2 slalom (partnerem był: Zbigniew Leśniak). Polska osada zajęła 17. miejsce.